# 나카무라 마사나오

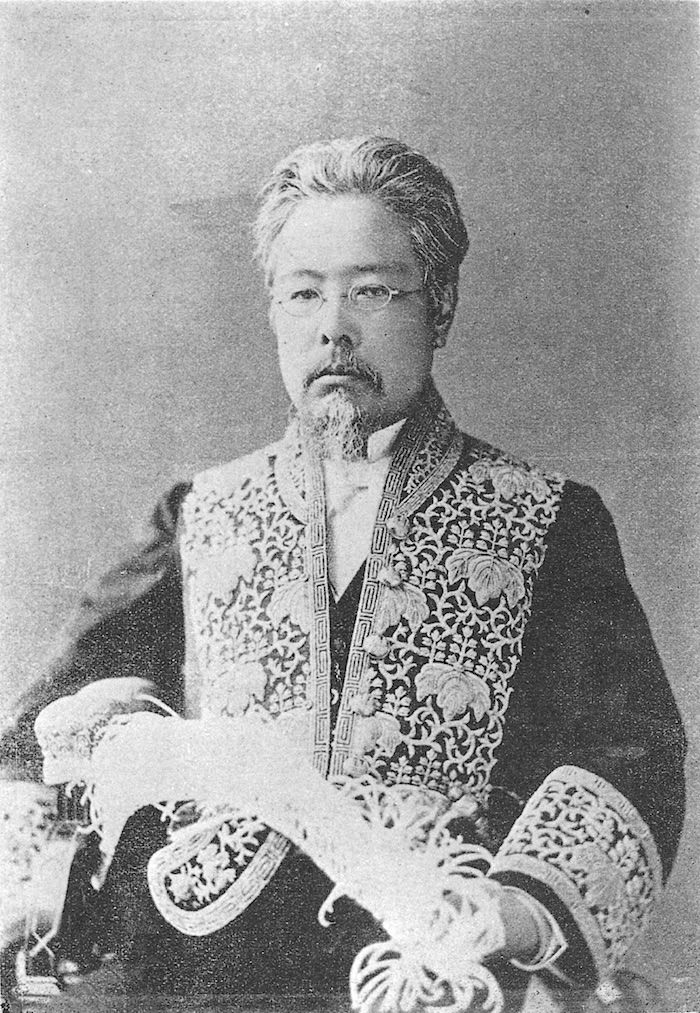
나카무라 마사나오

나카무라 마사나오(일본어: 中村 正直, 1832~1891)는 메이지 초기의 계몽사상가이자 교육자이다. 호는 게이우(敬宇)이다.

## 생애
에도 막부의 하급관리인 나카무라 부헤이(中村武兵衛)의 장남으로 태어났다. 아명은 센타로(釧太郎), 카츠라우마 모에몬(葛馬茂右衛門)에서 유학을, 이시카와 후사토모(石川総朋)에게서 서예를 배웠다. 1846년 쓰키지 이베 카야마(井部香山)의 사숙에서 한학을 배웠고 다음해 카츠라가와 호슈(桂川甫周)에게서 난학을 배웠다.
1848년 쇼헤이자카 학문소의 기숙사에 들어간다. 사토 잇사이(佐藤一斎)에게 유학을, 미츠쿠리 케이고(箕作奎吾)에게 영어를 배웠다. 1855년에 교수가, 56년에 고후 기텐칸(徽典館)의 학두가 되었다. 1862년엔 막부에 고용된 유학자가 되었다.
1866년에 카와지 칸도(川路寛堂)의 보좌역으로 막부에서 파견한 영국 유학생들(토야마 마사카즈 등 12인)의 감독으로 영국에 갔다. 메이지 유신 뒤에 귀국하여 시즈오카 학문소 교수를 지냈다. 당시 함께 교수생활을 했던 선교사 에드워드 클라크에게 감화되어 평생 친구가 되었다. .
교수를 맡고있던 1870년에, 새뮤얼 스마일스의 "Self Help"를 서국입지편이라는 이름으로 출간해 100만부 이상 팔려서 후쿠자와 유키치의 학문을 권함과 함께 메이지 양대 베스트셀러가 되었다. 서국입지편 서문에 유명한 '하늘은 스스로 돕는자를 돕는다'라는 문장이 나온다. 이 책은 나중에 자조론이라는 이름으로 다시 번역된다.
존 스튜어트 밀의 "On Liberty"를 자유지리라는 이름으로 번역했고 제러미 벤담의 공리주의사상과 개인의 인격, 존엄성, 자유 등이 중요함을 강조했다. 자유지리에는 친구 클라크의 서문도 붙어있다. .
1872년 6월 일본 대장성 번역국장을 거쳐 제국학사회원, 도쿄 대학 교수가된다. 1873년 3월 대장성 관료 퇴임후 사저에 동인사라는 사숙을 개설해 영어학, 영국학을 가르졌다. 게이오 의숙이나 공옥사(攻玉社)등과 함께 3대 의숙이라는 평을 받았다.
또 1873년 학회의 효시라 할 수 있는 메이로쿠샤에 참여하여 후쿠자와 유키치, 모리 아리노리, 니시 아마네, 가토 히로유키 등과 함께 계몽사상의 보급에 노력했고 메이로쿠 잡지를 발간했다.
1874년 요코하마의 유니온 교회에서 선교사인 조지 코크란의 설교를 듣고 그를 동인사의 선생으로 초빙했다. 이후 코크란에게 세례를 받은 뒤 캐나다 감리교인이 되었다. .
1890년 귀족원 (일본)에 칙선되어 사망할 때까지 위원이었다. 1891년 58세로 사망했다.

## 저서
저서
- 『西稗雑纂』 同人社、1874年3月、第二集：1876年3月
- 『愛敬余唱』 大槻愛古編次、珊瑚閣、1876年4月
- 『自叙千字文』 1887年3月

역서
- 1871 서국입지편 『西国立志編 』/ 새뮤얼 스마일스 Self Help
- 1872 자유지리 『自由之理』/ 존 스튜어트 밀
  - 이새봄 : 자료정선. 나카무라 마사나오(中村正直), 『자유지리(自由之理)』[깨진 링크(과거 내용 찾기)] (pdf)
- 1873 공화정치 『共和政治』/ 랜섬 길레 (Ransom Hooker Gillet. The Federal Government.)
- 1874 영국율법요결 『英国律法要訣』/ John C. Devereux. Cabinet Lawyer.
- 1878 서양품행론 『西洋品行論』/ 새뮤얼 스마일스 Character.
- 1886 서양절용론 『西洋節用論』/ 새뮤얼 스마일스 Thrift.
- 1888 보상론『報償論』/ 랠프 월도 에머슨 Compensastion

편찬
- 『英訳漢語』 大闢士著
- 『天道溯原』3冊、丁韙良著、山田俊蔵、1875年11月
- 『英華和訳字典』乾坤2冊、津田仙ほか仝訳、山内輹、1879年3月